# حكومة مقدونيا (المملكة القديمة)

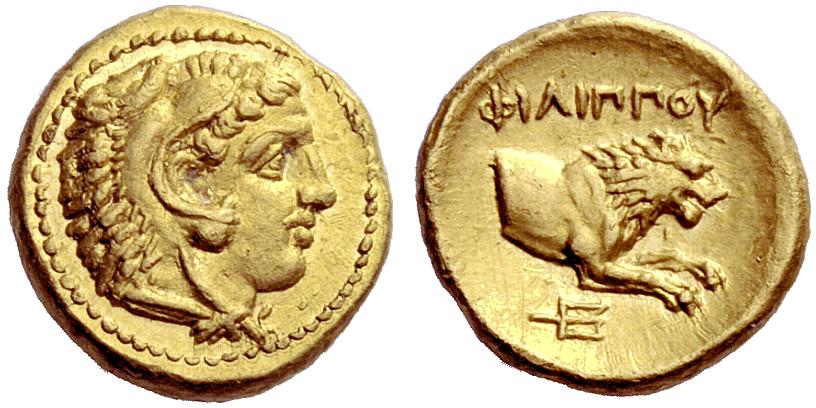
العملة المقدونية

أنشئت أول حكومة مقدونية على يد السلالة الأرغية في وقت ما خلال فترة المملكة القديمة (بين القرنين الثامن والخامس قبل الميلاد). لا يُعرف سوى معلومات قليلة جدًا عن أصل المؤسسات الحكومية المقدونية قبل عهد الملك فيليب الثاني (حكم من 359 ق.م - 336 ق.م) بسبب نقص السجلات التاريخية التي توثق لهذه للمرحلة الأخيرة من عهد اليونان الكلاسيكية (480 ق.م - 336 ق.م). استمرت هذه المؤسسات في التطور تحت حكم خليفة فيليب الإسكندر الأكبر والسلالات التالية التي حكمت في عهد اليونان الهلنستية (336 ق.م - 146 ق.م). بعد الانتصار الروماني في الحرب المقدونية الثالثة وفرض الإقامة الجبرية على بيرسيوس المقدوني في عام 168 قبل الميلاد، ألغيت المملكة المقدونية واستبدلت بأربع جمهوريات مشتقة منها. لكن النظام الملكي قام مرة ثانية في مقدونيا لفترة وجيزة على يد أندريسكوس (150 ق.م - 148 ق.م)، لكن حكمه انهار بعد انتصار الرومان في الحرب المقدونية الرابعة وإنشاء مقاطعة مقدونيا الرومانية.
لا يُعرف بالضبط إذا كان هناك دستور رسمي يُشرع القوانين ومبادئ تقسيم السلطة في حكومة مقدونيا القديمة على الرغم من وجود بعض الأدلة الثانوية التي تشير إلى ذلك. خدم الملك (باسيليوس) كرئيس للدولة وساعده مجموعة من النبلاء، وكان الملوك أيضًا رؤساءً للقضاة في المملكة، على الرغم من أن معلوماتنا عن القضاء في مقدونيا محدودة للغاية، واعتبر الملوك أيضًا بمثابة رؤساء كهنة واستغلوا ثرواتهم لرعاية الطوائف الدينية المختلفة. سيطر الملوك المقدونيون على بعض الموارد الطبيعية مثل الذهب والأخشاب. وشاركت الحكومات المحلية في سك العملات الذهبية والفضية والبرونزية.
كان الملك المقدوني يعتبر قائدًا أعلى للقوات المسلحة المقدونية، وكان من الشائع أن يقود الملك شخصيًا القوات في المعارك. تشير الأدلة المكتوبة المتبقية إلى أن الجيش المقدوني تدخل في أمور سياسية مثل تحديد خليفة الملك إذا لم يكن هناك وريث واضح لحكم المملكة. أيد الجيش أيضًا التجمع الشعبي والذي كان بمثابة مؤسسة ديمقراطية لم تكن موجودة إلا في عدد قليل من الحكومات المحلية داخل مقدونيا. كان الملوك - بحكم سيطرتهم على الضرائب والتعدين - مسؤولين عن تمويل الجيش ولا سيما البحرية التي أنشأها فيليب الثاني وتوسعت خلال فترة أنتيغونيد.